# Malšova Lhota
Malšova Lhota – część miasta ustawowego Hradec Králové. Znajduje się we wschodniej części miasta. Zarejestrowanych jest tutaj 369 adresów i mieszka na stałe około 500 osób.